# Satellaview
O Satellaview (サテラビュー, Saterabyū) é um periférico de modem via satélite produzido pela Nintendo para o Super Famicom em 1995. Com 1 megabit de espaço ROM e 512 kB de RAM adicional, o Satellaview permitiu que os jogadores baixassem jogos, revistas e outras formas de conteúdo através de transmissões por satélite fornecidas pela empresa japonesa St.GIGA. Para usar o Satellaview, os jogadores precisavam comprar um sintonizador de satélite de transmissão especial (BS) diretamente da St.GIGA ou alugar um por seis meses e pagar mensalmente taxas de manutenção para a St.GIGA e a Nintendo. O periférico é anexado à parte inferior do Super Famicom através da porta de expansão do sistema. Ele contou com forte apoio de desenvolvedores de terceiros, como SquareSoft, Taito, Konami, Capcom e Seta.
O Satellaview foi o resultado de uma colaboração entre a Nintendo e a St.GIGA, sendo esta última conhecida no Japão por sua música sonora natural nas transmissões de "Tide of Sound". Em 1994, a St.GIGA estava com dificuldades financeiras devido à recessão japonesa que afetava a demanda por sua música, então, a Nintendo iniciou um plano de "resgate" comprando uma participação na empresa. O periférico foi projetado pela Nintendo Research & Development 2, a mesma equipe que projetou o Super Famicom, e foi criado para atender um mercado mais voltado para adultos. Em 1998, o relacionamento da Nintendo com a St.GIGA começou a entrar em colapso devido à empresa se recusar a avançar com um plano de gerenciamento de dívidas e por não conseguir uma licença de transmissão do governo. A Nintendo retirou o suporte ao Satellaview em março de 1999, com a St.GIGA continuando a fornecer conteúdo até 30 de junho de 2000, quando foi totalmente descontinuado.
O aumento de consoles tecnologicamente superiores, como o Sega Saturn e o Playstation, e seu alto custo, fizeram com que os consumidores relutassem em comprar o Satellaview, principalmente porque ele só era vendido por correspondência ou por redes de lojas eletrônicas específicas. Apesar disso, a St.GIGA informou que havia mais de cem mil assinantes em março de 1997. Retrospectivamente, o periférico foi elogiado pelos críticos por suas realizações tecnológicas e pela qualidade geral de seus jogos, particularmente os da série The Legend of Zelda. Nos últimos anos, ganhou um forte culto devido a muitos de seus conteúdos serem considerados perdidos, com grupos de preservação de videogames sendo formados para preservar seus jogos e outros serviços online.

## História
Fundada no início de 1990, a St.GIGA foi uma subsidiária de rádio por satélite da empresa japonesa de televisão por satélite WOWOW, com sede em Akasaka, Tóquio. Creditada como a primeira estação de rádio digital por satélite do mundo, foi mantida por Hiroshi Yokoi e mais conhecida por suas transmissões de "Tide of Sound", que eram gravações digitais de alta qualidade de sons naturais, acompanhadas por um narrador conhecido como "a Voz". A empresa foi inicialmente um sucesso e foi reconhecida por seu conceito inovador e metodologia fora do padrão. Mais tarde, começou a lançar álbuns com sua própria música, bem como música estrangeira como Hearts of Space e várias composições de Deep Forest, além de vários produtos como guias de programas e "calendários de som". Em 1994, a St.GIGA estava enfrentando dificuldades financeiras devido à recessão japonesa que afetava a demanda por música ambiente e tornou os consumidores relutantes em investir em antenas e sintonizadores de satélite. A Nintendo comprou uma participação de 19,5% na St.GIGA em maio, como uma maneira de "resgatar" a empresa e ajudar a reestruturá-la com sucesso.
O Satellaview começou a ser desenvolvido logo após a aquisição, ao lado do Virtual Boy e do Nintendo 64. Enquanto a Nintendo produzia o periférico, a St.GIGA reformulou sua programação de transmissão para incluir um novo bloco de programação, o "Super Famicom Hour", que forneceu dicas de jogos e notícias sobre os próximos jogos da Nintendo no Super Famicom. A St.GIGA forneceria os serviços de satélite e transmissão necessários, além de hospedar muitas de suas músicas mais antigas e transmissões de "Tide of Sound", enquanto a Nintendo e outros desenvolvedores de terceiros criariam jogos e outros conteúdos para o periférico. A Nintendo enfatizou às publicações de videogame que grande parte do conteúdo de Satellaview, ou seja, transmissões pela própria St.GIGA, seria voltado principalmente para adultos, com os jogos constituindo apenas uma pequena parte do tempo de antena.

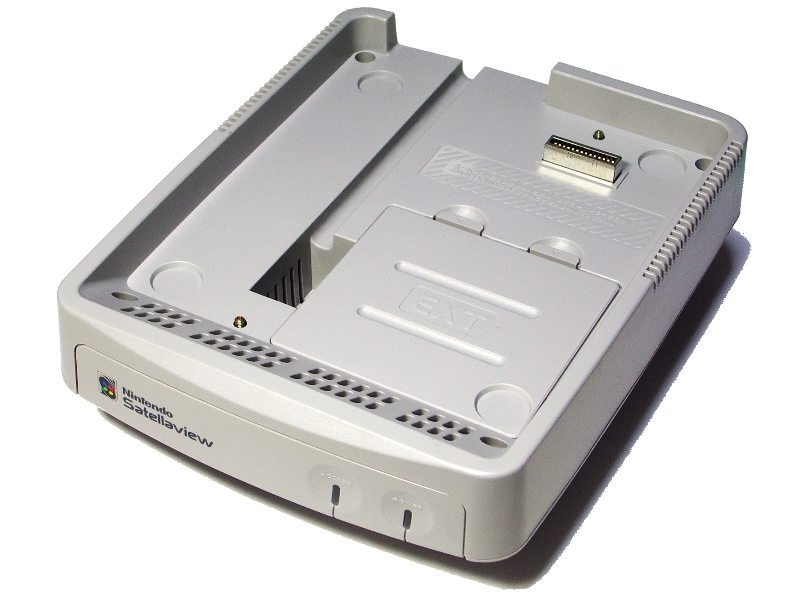
Um dispositivo Satellaview não acoplado

A Nintendo anunciou oficialmente o Satellaview em 21 de dezembro de 1994, com preço de lançamento previsto para 14 mil ienes, ou 150 dólares. Vários desenvolvedores de terceiros, como Squaresoft, Taito, Konami, Capcom e Seta, anunciaram planos para produzir jogos para o periférico, pouco após seu anúncio. O periférico em si foi projetado pela Nintendo Research & Development 2, a mesma equipe que projetou o Super Famicom. Apesar da "crise" da empresa devido à queda nas vendas de jogos para o Super Famicom e ao fracasso do Virtual Boy, a Nintendo continuou confiante de que o Satellaview seria bem-sucedido e ajudaria a acalmar quaisquer supostos "medos" dos consumidores de que a empresa estava caindo; o presidente na época, Hiroshi Yamauchi, esperava vender cerca de 2 milhões de unidades do periférico por ano. Pré-encomendas foram disponibilizadas a partir de 25 de fevereiro de 1995. Serviços de transmissão para o Satellaview foram lançados em 1º de abril, embora o próprio periférico não tenha sido lançado até 24 de abril. Foi vendido apenas por correspondência, em vez de ser lançado em lojas. O Satellaview nunca foi lançado na América do Norte, o que algumas publicações citaram como sendo devido aos custos dispendiosos da transmissão via satélite e à suposta falta de apelo aos consumidores estadunidenses. Quando o serviço foi lançado, a St.GIGA teve vários problemas relacionados à transmissão de jogos e serviços relacionados a jogos, como questões legais com outras empresas e restrições técnicas da época. Em junho de 1996, a Nintendo anunciou que faria parceria com a Microsoft para lançar um serviço semelhante ao Satellaview para sistemas operacionais Windows, que combinaria os serviços de transmissão da St.GIGA com a Internet discada. Porém, esse serviço nunca foi lançado. Em março de 1997, a St.GIGA informou que o Satellaview tinha 116.378 jogadores ativos.
No verão de 1998, o relacionamento da Nintendo com a St.GIGA começou a se deteriorar. A St.GIGA se recusou a avançar com um plano de gerenciamento de dívidas criado pela Nintendo para reduzir o capital da empresa, apesar de ter 8,8 bilhões de ienes em dívidas, e também não conseguiu solicitar uma licença governamental de transmissão digital por satélite dentro de um prazo estabelecido. Isto levou a Nintendo a interromper toda a produção de novos jogos e conteúdos para o periférico a partir de março de 1999, e também abandonou os planos de continuar fornecendo conteúdo e serviços através de um novo satélite BS-4. Apesar disso, a St.GIGA continuou a fornecer conteúdo para o Satellaview, transmitindo reprises de conteúdo antigo e tornando o serviço estritamente para videogames. Por fim, o periférico foi descontinuado em 30 de junho de 2000, devido a uma grave falta de apoio de outras empresas e uma base de jogadores em declínio, caindo quase 60% do pico de 1997 para cerca de 46 000 assinantes ativos. Um ano depois de ter sido descontinuado, a St.GIGA declarou falência e se fundiu com a empresa japonesa de mídia WireBee.

## Funcionamento

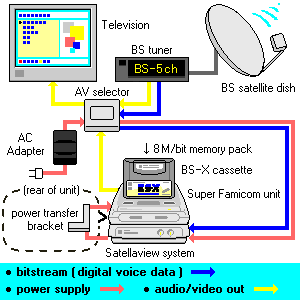
Um diagrama mostrando como o Satellaview funcionava (em inglês).

Um dispositivo Satellaview é conectado à parte inferior de um Super Famicom, de maneira semelhante ao 64DD ou ao Sega CD. Não requer o uso do adaptador de energia Super Famicom original, pois transfere energia para o Super Famicom através de um suporte de transferência de energia colocado na parte traseira do console. O periférico em si contém 1 MB de espaço ROM e 512 kB de RAM para aumentar o desempenho da memória do Super Famicom. Um dispositivo Satellaview é fornecido com um adaptador CA de quatro vias personalizado e um seletor AV, que são usados para conectar o console a um sintonizador BS necessário para usá-lo. Pacotes de memória de 8 MB foram usados para salvar informações sobre jogos e transmissões, inseridas na parte superior de um cartucho de aplicativo especial. Esses pacotes de memória podem ser reescritos com novo conteúdo e também podem ser usados em conjunto com outros jogos Super Famicom, como RPG Maker 2. Para usar o Satellaview, o usuário precisava comprar um sintonizador BS personalizado da St.GIGA e pagar mensalmente à St.GIGA e à Nintendo; os jogadores também podiam alugar um sintonizador BS por um período de seis meses a 5 400 ienes. Uma antena parabólica também era necessária.
O cartucho de aplicativo do Satellaview, intitulado BS-X: Sore wa Namae o Nusumareta Machi no Monogatari (comumente traduzido em inglês como BS-X: The Town Whose Name Was Stolen e abreviado como BS-X), serve como um sistema de menu interativo e seu próprio jogo. Ele era inserido na porta do cartucho do Super Famicom e era necessário para usar o periférico. O jogo apresenta um mundo central no estilo de EarthBound, com diferentes edifícios que representavam cada um dos diferentes serviços e locais de entretenimento de Satellaview. Os jogadores podiam criar um avatar personalizado, comprar itens encontrados em lojas espalhadas pelo mapa e jogar minijogos curtos, além de ler anúncios feitos pela St.GIGA e pela Nintendo e participar de concursos. O cartucho BS-X também ajuda a aumentar o desempenho do hardware do Super Famicom com RAM extra integrada.

## Jogos e serviços
Um total de 114 jogos foram lançados para o Satellaview; alguns deles consistem em refazer ou alterar os jogos mais antigos do Family Computer e Super Famicom, enquanto outros foram criados especificamente para o serviço. A Nintendo produziu vários jogos com base em suas populares franquias, como Kirby, F-Zero, Fire Emblem, The Legend of Zelda e Super Mario. A Nintendo também contribuiu com vários jogos originais, como Sutte Hakkun. O criador de EarthBound, Shigesato Itoi, projetou um jogo de pesca chamado Itoi Shigesato no Bass Tsuri No. 1. O jogo “Special Tee Shot”, previamente não lançado, foi reformulado em Kirby's Dream Course, e também foi lançado para o serviço. Alguns jogos foram rotulados como "jogos Soundlink", títulos que apresentavam dublagem ao vivo de várias personalidades da rádio e comentaristas. Ao contrário de outros jogos do Satellaview, os jogos Soundlink só podiam ser jogados durante um tempo de transmissão específico. A Nintendo costumava realizar torneios para certos jogos, como Wario's Woods, que permitia aos jogadores competir contra outros na chance de ganhar prêmios.
Além dos jogos, os assinantes do Satellaview também podiam acessar muitos outros serviços diferentes. Revistas foram disponibilizadas gratuitamente, variando de publicações de videogame como Famitsu e Nintendo Power a publicações japonesas em geral, com foco em notícias, músicas ou entrevistas com celebridades. Havia também revistas Soundlink que tinham comentários frequentemente fornecidos por personalidades populares japonesas, como Bakushō Mondai e All Night Nippon. Os assinantes também tiveram acesso às transmissões fornecidas pela própria St.GIGA, incluindo "Tide of Sound". Também eram fornecidos boletins especiais da St.GIGA e da Nintendo, que apresentavam atualizações sobre o serviço, como concursos e informações sobre os próximos eventos.

## Recepção e legado
Apesar de ter acumulado uma grande base de jogadores e ter grande sucesso para a St.GIGA, a Nintendo viu o Satellaview como um fracasso comercial. A ascensão de consoles tecnologicamente superiores, como Sega Saturn e PlayStation, assim como o Nintendo 64 da própria Nintendo, fez com que os consumidores relutassem em comprar o Satellaview, principalmente por causa dele ser vendido somente por correspondência ou lojas eletrônicas específicas.
A recepção retrospectiva do Satellaview foi positiva. A revista Retro Gamer elogiou o periférico por suas conquistas tecnológicas, fornecendo uma forma inicial de jogos online décadas antes do advento de serviços como o Xbox Live. A revista também elogiou sua seleção de jogos por sua qualidade geral, citando os jogos "BS Legend of Zelda" como o conjunto definitivo de títulos para o periférico. A Nintendo World Report gostou do serviço por ser "único", um que provavelmente nunca será replicado em modernos consoles de videogame, bem como em sua seleção de jogos e serviços disponíveis para ele. Shack News listou-o entre os produtos mais inovadores da Nintendo por suas realizações tecnológicas e por ser uma das primeiras tentativas de colocar videogames online. A Kill Screen rotulou Satellaview como "talvez um dos experimentos iniciais mais cruciais na combinação de jogos com narrativa", ficando especificamente impressionado com os jogos Soundlink e o uso de dublagem. Ao mesmo tempo, eles também expressaram decepção em relação a isso, devido à perda total do conteúdo do Soundlink devido à sua execução em tempo real. A Video Game Chronicle chamou o periférico de "uma ideia impressionante e engenhosa para a época e uma inovação que vemos em menor grau agora em termos de televisão interativa e jogos episódicos dos estúdios modernos".
Em 1999, a Nintendo lançou um sucessor espiritual de Satellaview para o Nintendo 64, chamado de 64DD. Anunciado originalmente em 1995, um ano antes do lançamento do próprio console, o 64DD tinha muitos recursos semelhantes ao Satellaview, como poder visualizar um boletim especial da Nintendo e baixar dados do serviço de rede online Randnet. O 64DD também permitiu que outros usuários conversassem entre si e pudessem jogar online através de servidores privados. A Nintendo tentou fazer um acordo com a St.GIGA em relação ao 64DD, mas foi recusado. No fim, a Nintendo decidiu fazer uma parceria com a empresa de mídia japonesa Recruit, para formar a Randnet. O 64DD foi um fracasso comercial, com apenas cerca de 15 000 unidades vendidas, tornando-se o produto menos vendido da Nintendo de todos os tempos.
O Satellaview ganhou um grande culto após o final dos anos 2000; devido à perda de grande parte do conteúdo após o encerramento do serviço, muitos preservacionistas de videogame e fãs da Nintendo começaram a procurar por pacotes de memória que ainda poderiam conter dados de jogos para preservá-los online. Vários fãs também criaram servidores privados personalizados que funcionam com o cartucho oficial do BS-X, além de traduzir certos jogos, originalmente disponíveis apenas em japonês, para o inglês, como os da série Legend of Zelda. Algumas publicações também levantaram preocupações sobre o Satellaview em anos retrospectivos, devido ao fato de grande parte de seu conteúdo — especificamente o áudio dos jogos Soundlink e dos boletins digitais do Satellaview — ser perdido permanentemente devido à transmissão em tempo real.